# Лончно (Вармінсько-Мазурське воєводство)
Лончно (пол. Łączno, нім. Wiese) — село в Польщі, у гміні Моронґ Острудського повіту Вармінсько-Мазурського воєводства.
Населення — 595 осіб (2011).
У 1975-1998 роках село належало до Ольштинського воєводства.

## Демографія
Демографічна структура станом на 31 березня 2011 року:
|          | Загалом | Допрацездатний вік | Працездатний вік | Постпрацездатний вік |
| -------- | ------- | ------------------ | ---------------- | -------------------- |
| Чоловіки | 292     | 73                 | 206              | 13                   |
| Жінки    | 303     | 63                 | 188              | 52                   |
| Разом    | 595     | 136                | 394              | 65                   |